# Plumpy'Nut
 (juillet 2015).

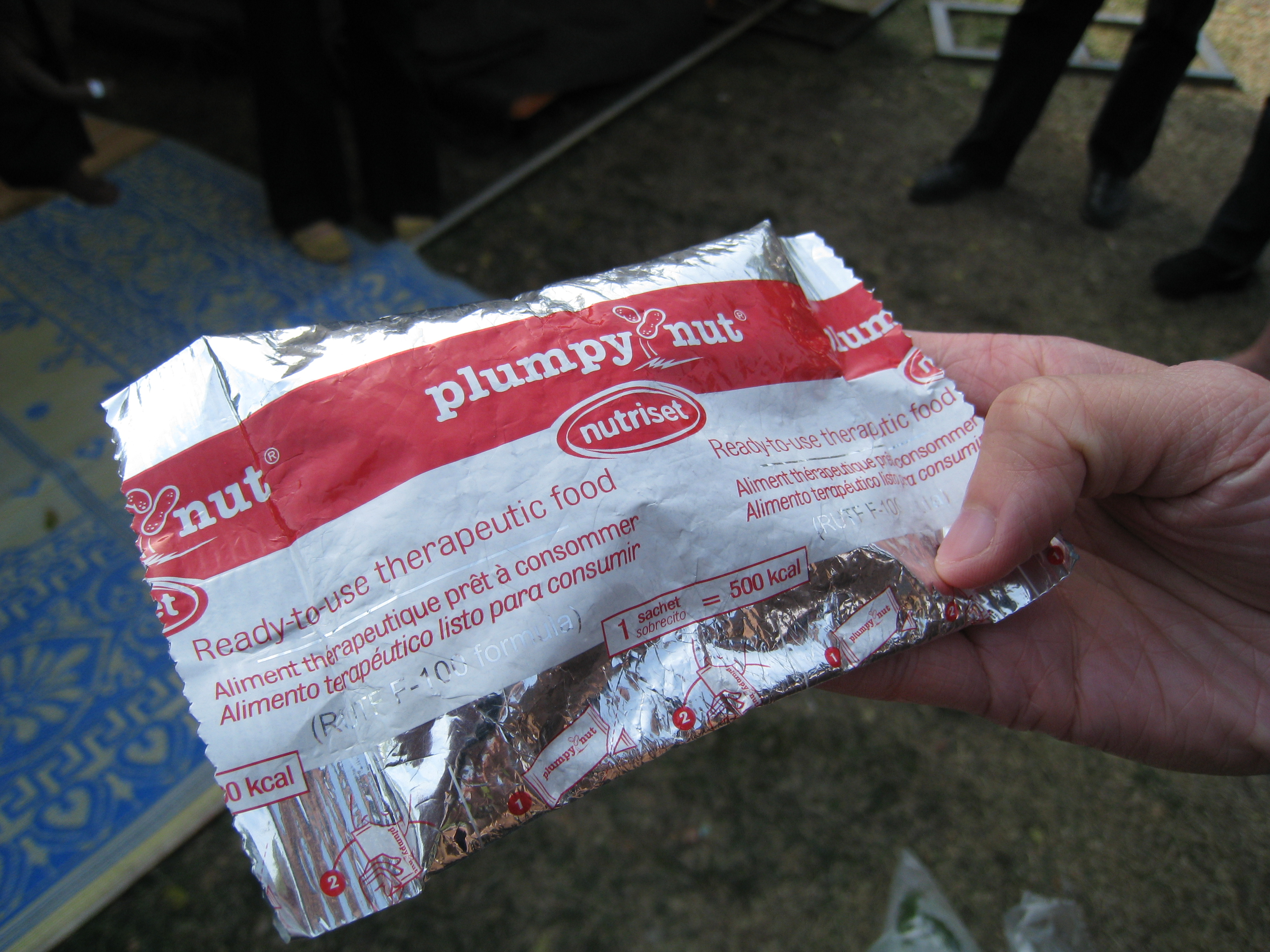
Pack de Plumpy'Nut utilisé par les agences humanitaires en cas de malnutrition sévère.

Plumpy'Nut est un aliment à base d'arachide utilisé en cas de famine, conçu en 1996 par les scientifiques français André Briend et Michel Lescanne, fondateur  dix ans auparavant de l'entreprise Nutriset.
C'est une pâte énergétique prête à l'emploi sans dilution, ni préparation préalable, à base d'arachide à haute valeur nutritionnelle, présentée dans un emballage individuel, qui peut être distribuée aux enfants malnutris pour une consommation à domicile, plutôt que dans des centres de renutrition. Plumpy'Nut a le goût du beurre d'arachide en plus doux. La FAO la classifie comme un aliment thérapeutique prêt à l'emploi (ATPE ou RUTF : Ready-to-Use Therapeutic Food).

## Description
Le traitement diététique de la malnutrition aiguë sévère a souvent été opéré par des formules en poudres nutritives de lait appelées F-75 et F-100[réf. nécessaire]. Plumpy'Nut a une valeur nutritionnelle similaire à celle du lait F-100 [réf. nécessaire]. Les « laits » F-75 et F-100 doivent être préparés avec de l'eau propre en respectant des règles d'hygiène. Une fois préparés, ils sont immédiatement consommés. Ceci induit une distribution dans des stations d'alimentation encadrées par du personnel médical. Les coûts d'achat de Plumpy'Nut sont quelque peu supérieurs à ceux des laits en poudre, mais il est plus facile à transporter, prend moins d'espace et peut être consommé par un enfant seul, sans ajout d'eau. Le coût total du traitement est donc moindre[réf. nécessaire].
Il est très difficile d'en consommer plus qu'il n'en faut et Plumpy'Nut se conserve même après ouverture. Plumpy'Nut a une durée de conservation de deux ans si le sachet n'est pas ouvert. 
Plumpy'Nut est mis au point par Nutriset et un nutritionniste de l’Institut de Recherche pour le Développement (IRD), il est largement utilisé sur le terrain humanitaire par les agences onusiennes, les ONG internationales (MSF, ACF, SCF, Concern...) et des acteurs locaux de santé. Nutriset est une compagnie française qui est spécialisée dans la mise au point et la commercialisation de produits alimentaires spécifiques destinés à la prévention et au traitement de la malnutrition aiguë. 
Plumpy'Nut est fabriqué non seulement dans une usine à Malaunay près de Rouen en Normandie, mais également par des partenaires qui sont basés dans des pays en voie de développement en Éthiopie (Hilina Enriched Food), au Burkina Faso (InnoFaso), en Haïti (Meds & Food for Kids), en Inde (Nutrivita), au Soudan (Samil), au Niger (STA), à Madagascar (Tanjaka Food), ainsi que par une organisation à but non lucratif basée aux États-Unis (Edesia)[réf. souhaitée]. Tous ces producteurs sont partenaires du réseau PlumpyField. PlumpyField est une initiative de l'entreprise destinée à faciliter l'accès des populations vulnérables à des produits nutritionnels adaptés.
Les ingrédients de base de Plumpy'Nut sont : la pâte d'arachide, l'huile végétale, le lait en poudre, le sucre, les vitamines et les éléments minéraux. Plumpy'Nut est conditionné dans un sachet individuel. Chaque sachet de 92 g apporte 500 kilocalories (2,1 MJ) .

## Application
Médecins sans frontières distribuent des rations de Plumpy'Nut de quatorze paquets par semaine dans 22 centres au Niger depuis mai 2005 [réf. nécessaire]. Cela s'adresse seulement à des enfants de poids nettement insuffisant et suffisamment bien portants pour en tirer bénéfice [réf. nécessaire].
L'Éthiopie accueille la plus grande unité de production de Plumpy'Nut installée dans un pays du Sud, capable d'aider annuellement jusqu'à 80 000 enfants dans le cadre de l'action de l'Unicef, selon le journaliste français Patrick Poivre d'Arvor, ambassadeur de l'Unicef depuis 2004.
À la veille de la Journée mondiale de l'alimentation, l’Institut de recherche pour le développement (IRD) et Nutriset intensifient leur action contre la malnutrition dans les pays du Sud. Ils annoncent la mise en ligne d’un dispositif simple et innovant d’accès à leurs brevets pour favoriser la production d’aliments prêts à l’emploi de type Plumpy’Nut. Désormais, dans les pays en développement où Nutriset et l’IRD ont enregistré un brevet, les entreprises locales pourront obtenir « en quelques clics » sur Internet un accord d’usage de brevets. Cet accord leur permet d’utiliser les brevets pour développer et commercialiser leurs propres produits auprès des acteurs de l’aide humanitaire. Ce mécanisme simplifié est en droite ligne avec l’objectif commun de Nutriset et de l’IRD de renforcer l’autonomie nutritionnelle des pays et des populations touchés par la malnutrition.

## Publications
- Nutriset L'autonomie nutritionnelle pour tous : une entreprise racontée par Christian Troubé, octobre 2010 (ISBN 978-2-7099-1699-8).